# Vostok (jezero)
Vostok je najveće od dosad identificiranih 150 jezera ispod ledene kape Antarktika. Nalazi se na dubini od 3.700 do 4100 metara ispod površine leda, ispod ruske polarne istraživačke stanice Vostok. Jezero Vostok je slatkovodno. Temperatura vode u njemu je –3 °C.
Ruski i britanski znanstvenici otkrili su Jezero Vostok 1994. Njegovo postojanje je dokazano 1996. kombiniranim metodama radarskih mjerenja iz zrakoplova, radarskih snimaka iz svemira i analizom seizmičkih valova. Zbog svog položaja duboko u ledu jezero se smatra najčistijim i nedirnutim jezerom. Voda u njemu je stara nekoliko milijuna godina. I pored prosječne temperature vode od –3 ° C – voda u njemu nije zaleđena, jer je pod tlakom od 30 – 40 megapaskala ispod leda.
Istraživačka stanica Vostok izgrađena je 1957. Namjena joj je proučavanje povijesti klime. Godine 1983. tu je izmjerena temparatura od –89,2 °C, što je najniža ikad izmjerena temperatura na Zemlji. Ruski, francuski i američki znanstvenici su 1990. ovdje počeli bušenje uzoraka leda. Poslije se pokazalo da je rupa koju su načinili upravo iznad jezera Vostok. Bušenje je nastavljeno do 1999., kada se stalo na oko 150 metara iznad jezera. Ta odluka je donesena kako se ne bi kontaminirao jezero (pri bušenju je rabljeno gorivo i freon). Analiza jezgre bušotine je pokazala da posljednjih 60 metara bušenja ne čini polarni led, već zaleđena morska voda. Starost leda se procjenjuje na 420.000 godina, a jezero je pod ledom već 500.000 do 1.000.000 godina.
Jezero se nalazi na ledenjaku koji klizi malom brzinom i nanosi sediment u njega. Dno jezera nije ravno. Razlika u razini između njegovih krajeva je 400 metara.
Koncentracija kisika u jezeru je oko 50 puta veća nego u uobičajenoj slatkoj jezerskoj vodi, što zbog visokog tlaka, što zbog prisustva pukotina kojim je kisik prodro u led. Fosili mikroba stari 200.000 godina ukazuju da u jezeru postoje (ili su postojali) uvjeti za život. Godine 2005. istraživači su otkrili da se voda u jezeru pomiče za 1 – 2 centimetra za vrijeme plime i oseke, što je uzrokovano položajem Sunca i Mjeseca. Ova mala pomicanja vode osiguravaju minimalnu cirkulaciju vode koja je neophodan uvjet za opstanak mikroorganizama.

## Vanjske poveznice
- Tajne jezera Vostok
- Bakterije u jezeru Vostok
- Jezero Vostok (BBC 2000)